# مایک پاندسمیت
مایک آلین پاندسمیت (به انگلیسی: Michael Alyn Pondsmith) طراح بازی‌های ویدیویی نقش‌آفرینی، تخته‌ای آمریکایی است که بیشتر بخاطر تأسیس شرکت R. Talsorian Games در سال ۱۹۸۲ شناخته می‌شود. پاندسمیت مؤلف چندین اثر از جمله سایبرپانک (۱۹۸۸)، Mekton (1984) و Castle Falkenstein (1994) است.